# Musée d'archéologie de Catalogne
Le Musée d'archéologie de Catalogne (catalan : Museu d'Arqueologia de Catalunya, désigné sous l'acronyme MAC) est créé en 1990 par le Département de la Culture du gouvernement catalan. Son siège est situé dans l'ancien palais des arts graphiques, construit pour l'Exposition internationale de 1929. Il est composé de différents sites de Catalogne.

## Le Musée d'archéologie de Barcelone
Officiellement Museu d'Arqueologia de Barcelona i Institut de Prehistòria i Arqueologia, il est dessiné par Pelagi Martínez i Patricio et abrite des pièces préhistoriques, grecques et romaines, notamment une statue grecque d'Asclépios du IIIe siècle av. J.-C. découverte à Empúries.

## Le Musée d'archéologie de Gérone
Fondé en 1846, le musée de Gérone déménage plusieurs fois, avant d'occuper depuis 1857 le monastère de Sant Pere de Galligants. Il fait partie du MAC depuis 1992.

## La ville gréco-romaine d'Empúries
Le village de Sant Martí d'Empúries, situé sur un petit isthme occupé depuis le IXe siècle av. J.-C. Les fouilles archéologiques commencent en  1908 et ont mis au jour actuellement 25 % du site d'Empúries.

## Le Centre d'archéologie sous-marine de Catalogne
Le Centre d'Arqueologia Subaquàtica de Catalunya (CASC) de Gérone est créé en 1992 pour protéger les sites archéologiques sous-marins. Sa mission est d'inventorier, protéger, conserver et étudier le patrimoine sous-marin de Catalogne.

## Autres sites
- Le village ibérique d'Ullastret
- Les monuments d'Olèrdola